# オットー・シュタッフ (植物学者)

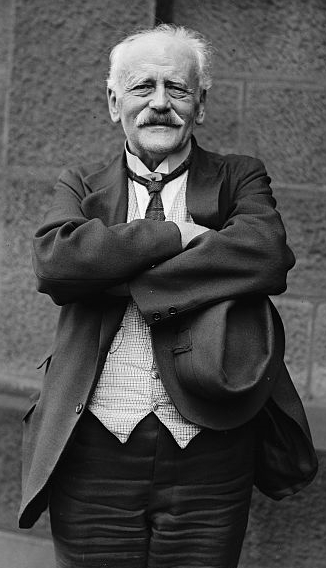
Otto Stapf 1924

オットー・シュタッフ（ドイツ語: Otto Stapf、1857年3月23日 - 1933年8月3日）は、オーストリア、オーバーエスターライヒ州バート・イシュル出身で主にイギリスで働いた植物学者。

## 略歴
バート・イシュル近くのPerneckに生まれた。1887年にウィーン大学で博士号と教授資格を得た。1891年から1922年の間、イギリスの王立植物園（キューガーデン）で働いた。1898年からウィリアム・ターナー・シセルトン＝ダイアー（William Turner Thiselton-Dyer）の『ケープ植物誌』（"Flora Capensis"）の改訂版のイネ科の巻を執筆した。アドルフ・エングラーとカール・プラントルの『野生植物』（"Die natürlichen Pflanzenfamilien"）のゴマ科・ツノゴマ科の巻や、ダニエル・オリヴァーの『熱帯アフリカの植物』（"Flora of Tropical Africa"）の イネ科の巻を執筆した。
1908年に王立協会フェローに選ばれた。ロンドン・リンネ協会の会員でもあり、1927年にリンネ・メダル、1931年にヴィーチ記念メダルを受賞した。
ターネラ科の属名、Stapfiellaやイネ科の属DesmostachyaのシノニムであるStapfiolaがシュタッフに献名された他、Onosma stapfiiなど多くの種名にシュタッフに献名されている。

## 著作 (一部)
- The Aconites of India. 1905.